# John Kendrew
John Cowdery Kendrew Sir (Oxford, 1917. március 24. – Cambridge, 1997. augusztus 23.) kémiai Nobel-díjas angol biokémikus, krisztallográfus.

## Életpálya
Tanulmányait Oxfordban, Bristolban és Cambridgeben végezte. A második világháború után Max Perutzcal megkezdte kutatómunkáját a Cavendish Laboratóriumnál 1962-ben Perutz az MRC Lab Molecular Biology Hills Roadon igazgatója, Kendrew igazgató helyettese lett, irányítása alá tartozott a kutatási program vezetése. 1974-ben a Heidelbergben működő európai Molecular Biology Laboratórium kutatási vezetője volt.

## Kutatási területei
- 1957-ben elkészítette egy fehérje első mikroszkópos térképét,
- a kialakított számítástechnikai rendszerrel 1961-ben leírta a hemoglobin atomi szerkezetét,

## Szakmai sikerek
- 1962-ben kémiai Nobel-díjat kapott Max Perutzcal közösen a hemoglobin atomi szerkezetének bemutatásáért.